# Stinsen brinner (musikalbum)
Stinsen brinner är ett musikalbum från 1988 av Galenskaparna och After Shave. Skivan innehåller musiken till revyn med samma namn.

## Låtlista
All text och musik av Claes Eriksson.
1. "Sörens sång" – 4:04
2. "Tågtokig"  – 1:42
3. "Bragdmamma" – 5:48
4. "Harrys sång" – 2:34
5. "Jerrys tunga sång" – 4:00
6. "Axels visa vals" – 3:33
7. "Pappa, jag vill ha en italienare"  – 3:09 (även släppt som singel samma år)
8. "Min broder och jag och polisen" – 2:35
9. "Hård kärlek" – 3:28
10. "En sång och dansman" – 2:44
11. "Statyn" – 4:20
12. "Stinsen brinner" – 3:06

- Arrangemang: Charles Falk

- Alla låtar, utom Hård kärlek, är även med i filmen Stinsen brinner... filmen alltså.

## Medverkande musiker
- Anders Eriksson - Sång , Banjolele
- Knut Agnred - Sång
- Jan Rippe - Sång
- Kerstin Granlund - Sång, cittra (8)
- Peter Rangmar - Sång
- Per Fritzell - Sång
- Claes Eriksson - Sång
- Den ofattbara orkestern: (1-7, 9-12)
  - Charles Falk - Kapellmästare, klaviatur
  - Lars Moberg - Gitarr
  - Jan Gunér - Bas
  - Måns Abrahamsson - Trummor
  - Lennart Grahn - Trumpet (7, 12)
  - Gene de Vaughn - Trumpet (7, 12)
  - Ralph Soovik - trombon (7, 12)
  - Sven Fridolfsson - Saxofon
  - Kenneth S. Franzén - Slagverk (1, 11)
- Stråkar från Göteborgs Symfoniorkester

### Fotnoter
1. ↑  ”Stinsen brinner”. Svensk mediedatabas. 6 mars 1988. https://smdb.kb.se/catalog/id/001487671. Läst 16 juli 1988.
2. ↑  ”Stinsen brinner”. Svensk mediedatabas. 6 mars 1988. https://smdb.kb.se/catalog/id/001490021. Läst 16 juli 1988.
3. ↑  ”Stinsen brinner”. Svensk mediedatabas. 6 mars 1988. https://smdb.kb.se/catalog/id/001496725. Läst 16 juli 1988.